# South Park: The Stick of Truth
South Park: The Game er et et computerrollespil baseret på den amerikanske animerede tv-serie South Park. Spillet blev udviklet af Obsidian Entertainment i samarbejde med South Park Digital Studios og skulle oprindeligt havde været udgivet af THQ, men grundet firmaets konkurs, overgik udgiverrettighederne til Ubisoft. Spillets udgivelsesdato blev først sat til anden halvdel af 2012, men senere kom dato 5. marts 2013 i spil. Efter THQs konkurs blev udgivelsen dog sat til senere i 2013, og spillet blev til sidst udgivet den 7. marts, 2014. Spillet udkom til både Xbox 360, Playstation 3 og Windows. I spillet får spilleren kontrol over en ny dreng i South Park, der skal blive ven med de fire hovedfigurer i serien, Stan, Kyle, Cartman og Kenny, samt forsvare byen mod flere forskellige trusler. I lighed med deres arbejde med tv-serien, har skaberne af South Park, Trey Parker og Matt Stone skrevet manuskriptet til spillet, været projektledere og har lagt stemme til figurerne.